# Winech
Khan Winech (auch Wineh geschrieben, bulgarisch Винех) gilt als der sechste Herrscher Bulgariens seit der Anerkennung des Landes 681 seitens Ostroms (Byzanz). Laut Bulgarischer Fürstenliste gehörte er der bulgarischen Herrschaftsdynastie der Wokil an und folgte Khan Kormisosch auf dem Thron. Winech regierte von 756 bis 760/761.
756 schlug der byzantinische Kaiser Konstantin V. ein bulgarisches Heer unter Khan Kormisosh bei Burdizon (heute Babaeski), was zum Sturz des bulgarischen Herrschers und zu der Machtergreifung von Winech führte. Noch im selben Jahr griff Winech Byzanz an, wurde jedoch in der Schlacht von Marcellae in Thrakien von Konstantin besiegt. Anschließend schloss er einen Frieden mit den Byzantinern und schickte seine Kinder als Garantie für die Einhaltung des Vertrags nach Konstantinopel. 
759 marschierte Konstantin V. erneut Richtung Norden, wurde jedoch am Rischkipass von den Bulgaren geschlagen. Die Weigerung Winechs, die Byzantiner zu verfolgen, kostete diesen nicht nur den Thron, sondern auch das Leben. Auf dem bulgarischen Thron folgte Khan Telez aus dem Haus Ugain.
Der Vineh Peak ist nach ihm benannt.